# Схима
Схима је свечана заклетва (обред) православних монаха придржавања посебно строгих подвижничких правила понашања. Схимом се такође назива монашка мантија, збирка одежде монаха.

## Степени православног монаштва
Православно монаштво је подијељено на 3 степена: расофор, мала схима и велика схима.

## Мала схима
Пострижени у малу схиму (мантију), промијени име и даје завјете послушности, чедности и непосједовања. Одежда малосхимника састоји се од мантије. При узимању мале схиме монах на леђима носи извезени квадратни облик платна који га подсјећа на дате завјете.
Велика схима — ово је потпуно отуђење од свијета за сједињење са Богом. Монах, који је узео велику схиму — зове се Великосхимник или пустињак. Пострижење монаха у велику схиму обавља се свечано и дуже него у малу. Великосхимник добија платнени извезени комад са капуљачом који подсјећа као епитрахиљ. Тај дио се види код многих светитеља и светитељки изображених икономима. Обично живе одвојено од осталог братства, а не учествују у било којој послушности, осим службе и литургије духовништва. Владика пустињак је искључен од руководства епархије, монаси свештеници су ослобођени свих дажбина.

## Велика схима
Велика схима тј. анђеоски образ (грч. μεγαλόσχημος) је трећи монашки степен који примају монаси и монахиње који свој даљи живот проводе у богомислију, ћутању, послушању и нестицању материјалног богатства. Чин велике схиме изложен је у Великом требнику. Приликом примања велике схиме обично се великосхимнику, одн. великосхимници даје ново име.